# Дзвінкий заясенний африкат
Дзвінкий заясенний африкат — приголосний звук, що існує в деяких мовах. У Міжнародному фонетичному алфавіті записується як ⟨d͡ʒ⟩ (раніше — ⟨ʤ⟩); у широкій транскрискрипції — як  ⟨ɟ⟩. У мовознавчій літературі також позначається символами ⟨ǰ⟩, ⟨ǧ⟩, ⟨ǯ⟩, ⟨dž⟩. Твердий шиплячий приголосний, африкат. В українській мові цей звук передається на письмі диграфом дж. Середній за твердістю у ряду шиплячих африкатів /d͡ʑ/—/d͡ʒ/—/ɖ͡ʐ/.	
Деякі науковці використовують символ /d͡ʒ/ для позначення дзвінкого ретрофлексного африката /ɖ͡ʐ/ або дзвінкого ясенно-твердопіднебінного африката /d͡ʑ/. У першому випадку, власне дзвінкий заясенний африкат записують як /d͡ʒʲ/.

## Назва
- Дзвінка заясенна африката
- Дзвінкий заясенний африкат (англ. Voiced post-alveolar affricate)
- Дзвінкий заясенний африкат-сибілянт (англ. Voiced post-alveolar sibilant  affricate)
- Дзвінкий заясенний зімкнено-щілинний приголосний
- Дзвінка палато-альвеолярна африката
- Дзвінкий палато-альвеолярний африкат (англ. Voiced  palato-alveolar affricate)
- Дзвінкий палато-альвеолярний африкат-сибілянт (англ. Voiced palato-alveolar sibilant affricate)
- Дзвінкий палато-альвеолярний зімкнено-щілинний приголосний
- Дзвінка піднебінно-ясенна африката
- Дзвінкий піднебінно-ясенний африкат
- Дзвінкий піднебінно-ясенний зімкнено-щілинний приголосний

## Властивості
Властивості дзвінкого заясенного африката:
- Тип фонації — дзвінка, тобто голосові зв'язки вібрують від час вимови.
- Спосіб творення — сибілянтний африкат, тобто спочатку повітряний потік повністю перекривається, а потім скеровується по жолобку на спинці язика за місцем творення на гострий кінець зубів, що спричиняє високочастотну турбулентність.
- Місце творення — піднебінно-ясенне, тобто він артикулюється передньою спинкою язика позаду ясенного бугорка, а кінчик язика при цьому трохи загнутий й розташований біля твердого піднебіння.
- Це ротовий приголосний, тобто повітря виходить крізь рот.
- Це центральний приголосний, тобто повітря проходить над центральною частиною язика, а не по боках.
- Механізм передачі повітря — егресивний легеневий, тобто під час артикуляції повітря виштовхується крізь голосовий тракт з легенів, а не з гортані, чи з рота.

## Приклади
| Мова                     | Мова                     | Слово         | МФА                | Значення  | Примітки                        |
| ------------------------ | ------------------------ | ------------- | ------------------ | --------- | ------------------------------- |
| абхазька                 | абхазька                 | аџыр          | [ad͡ʒər]            | криця     | Див. абхазька фонетика          |
| адигейська               | адигейська               | джанэ         | [d͡ʒaːna]           | сукня     |                                 |
| азербайджанська          | азербайджанська          | ağac          | [ɑɣɑd͡ʒ]            | дерево    |                                 |
| албанська                | албанська                | xham          | [d͡ʒam]             | скло      |                                 |
| англійська               | англійська               | jump          | [ˈd͡ʒʌmp]           | стрибок   | Див. англійська фонетика        |
| арабська                 | арабська                 | جَرَس           | [d͡ʒaras]           | дзвін     | Див. арабська фонетика          |
| бенгальська              | бенгальська              | জল            | [d͡ʒɔl]             | вода      | Див. бенгальська фонетика       |
| болгарська               | болгарська               | джудже        | [ˈd͡ʒud͡ʒe]          | гном      | Див. болгарська фонетика        |
| боснійська               | боснійська               | ђаво          | [d͡ʒâ̠ʋo̞ː]           | диявол    |                                 |
| вірменська (схід.)       | вірменська (схід.)       | ջուր          | [d͡ʒuɾ]             | вода      |                                 |
| коптська                 | коптська                 | ϫⲉ            | [d͡ʒe]              | що        |                                 |
| гебрейська               | гебрейська               | ג׳וק          | [d͡ʒuk]             | тарган    | Див. гебрейська фонетика        |
| грузинська               | грузинська               | ჯიბე          | [d͡ʒibɛ]            | кишеня    |                                 |
| есперанто                | есперанто                | manĝaĵo       | [manˈd͡ʒaʒo̞]        | їжа       | Див. есперанто фонетика         |
| індонезійська            | індонезійська            | jarak         | [ˈd͡ʒarak]          | відстань  |                                 |
| італійська               | італійська               | gemma         | [ˈd͡ʒɛmma]          | гема      | Див. італійська фонетика        |
| киргизька                | киргизька                | жаман         | [d͡ʒaman]           | поганий   |                                 |
| литовська                | литовська                | džiaugsmingas | [d͡ʒɛʊɡʲsʲˈmʲɪnɡɐs] | радий     | Див. литовська фонетика         |
| македонська              | македонська              | џемпер        | [ˈd͡ʒɛmpɛr]         | джампер   | Див. македонська фонетика       |
| малайська                | малайська                | jahat         | [d͡ʒahat]           | зло       |                                 |
| маратхі                  | маратхі                  | जय            | [d͡ʒəj]             | перемога  | Див. фонетика маратхі           |
| німецька                 | німецька                 | Dschungel     | [ˈd͡ʒʊŋəl]          | джунглі   | Див. німецька фонетика          |
| перська                  | перська                  | کُـجــا        | [kod͡ʒɒ]            | де?       | Див. перська фонетика           |
| польська (діал.)         | польська (діал.)         | dziwny        | [ˈd͡ʒivn̪ɘ]          | дивний    | Див. польська фонетика          |
| португальська (Бразилія) | португальська (Бразилія) | grande        | [ˈɡɾɐ̃d͡ʒi]          | великий   | Див. португальська фонетика     |
| румунська                | румунська                | ger           | [d͡ʒer]             | мороз     | Див. румунська фонетика         |
| турецька                 | турецька                 | acı           | [äˈd͡ʒɯ]            | біль      | Див. турецька фонетика          |
| туркменська              | туркменська              | jar           | [d͡ʒär]             | яр        |                                 |
| уйгурська                | уйгурська                | جـوزا         | [d͡ʒozɑ]            | стіл      | Див. уйгурська фонетика         |
| угорська                 | угорська                 | lándzsa       | [laːnd͡ʒɒ]          | спис      | Див. угорська фонетика          |
| українська               | українська               | джерело       | [d͡ʒɛrɛˈlɔ]         | —         | Див. українська фонетика        |
| французька               | французька               | adjonction    | [ad͡ʒɔ̃ksjɔ̃]         | додаток   | Рідко. Див. французька фонетика |
| чеська                   | чеська                   | léčba         | [lɛːd͡ʒba]          | лікування | Див. чеська фонетика            |

## Дзвінкий заясенний фрикатив-несибілянт

### Приклади
| Мова               | Мова               | Слово | МФА       | Значення | Примітки                 |
| ------------------ | ------------------ | ----- | --------- | -------- | ------------------------ |
| англійська (амер.) | англійська (амер.) | dream | [d̠͡ɹ̠˔ʷiːm] | мрія     | Див. англійська фонетика |